# Talal Bensammoud
Talal Bensammoud (* 1. Dezember 2004) ist ein Eishockeyspieler mit der Staatsbürgerschaft der Vereinigten Arabischen Emirate, der seit 2019 bei den Abu Dhabi Storms in der Emirates Ice Hockey League unter Vertrag steht.

## Karriere
Talal Bensammoud begann seine Karriere als Eishockeyspieler bei den Abu Dhabi Storms, für die er mit 15 Jahren in der Emirates Ice Hockey League debütierte.

### International
Im Juniorenbereich vertrat Bensammoud die Vereinigten Arabischen Emirate bei der IIHF Ice Hockey U20 Asia and Oceania Championship 2020, bei der er neun Tore erzielte. Mit neun Toren ist er der bisher zweitbeste Torschütze der U20-Auswahl der Emirate.
Mit der Eishockeynationalmannschaft der Vereinigten Arabischen Emirate nahm er erstmals an der Weltmeisterschaft der Division II 2023 teil.

## Erfolge und Auszeichnungen
- 2023 Aufstieg in die Division II, Gruppe A, bei der Weltmeisterschaft der Division II, Gruppe B